# Hoftheile
Hoftheile ist die Flurbezeichnung einer Wüstung im Stadtgebiet von Helmbrechts im oberfränkischen Landkreis Hof.
Hoftheile, auch 12 Hoftheile oder Hoffeld, liegt westlich der Staatsstraße 2195 zwischen Helmbrechts und Volkmannsgrün. In der Höhe des Waldbades zweigt auf der gegenüberliegenden Straßenseite ein Nebenweg zum Flurberg ab, der unmittelbar in den Siedlungsbereich führt. Der Bau der Staatsstraße hat den Wüstungsbereich betroffen. Ablagerungen auf den Feldern zur Anhebung des gesamten Geländes haben das Landschaftsbild verändert. Eine archäologische Ausgrabung im Jahre 2004 unter Leitung von Wolfgang Tejkl brachte Bebauungsspuren mit Scherbenfunden und hochmittelalterlichen Abfallgruben zutage. In Schloss Seehof als Sitz der mittleren Denkmalschutzbehörde sind zahlreiche Funde dokumentiert. Die Fluren Hoftheile und Pfarrholz ragen weit in den angrenzenden Bereich von Schauenstein hinein. Die Wüstung ist als Bodendenkmal D-4-5736-0020 geschützt. Ebenfalls siedlungsgeschichtlich interessant sind die sich weiter westlich anschließende Wüstung Hilkersreuth und das nördlich gelegene Grub. Im Rahmen des Projektes Wüstungen um Kleinschwarzenbach erschien 2015 eine Karte mit Erläuterungen zu den drei Wüstungen.
Urkundliche Hinweise auf die Einzelsiedlung liegen nicht vor, auch in der Standardliteratur von Karl Dietel oder Haberlah-Pohl bleibt die Siedlung unerwähnt. Eine einzelne Verkaufsurkunde stammt von 1481 unter Markgraf Albrecht Achilles.  Als Hof gehörte der Besitz zu den Pfarrpfründen von Schauenstein. Als nach dem Tod des letzten Besitzers Drechsel oder Dressel das Anwesen an den Markgrafen heimfiel, übergab er es nach Helmbrechts. Der Begriff der „12 Hoftheile“ ist erst entstanden, als das Land des wüst gefallenen Hofes unter den zwölf Ratsmitgliedern von Helmbrechts aufgeteilt wurde. Vorheriger Besitzer war Kunz Topel.